# Edin-Ådahl
Edin-Ådahl war eine schwedische Gruppe der christlichen Popmusik, die von 1978 bis 1994 bestand. Die Mitglieder waren die singenden Brüder Bertil und Lasse Edin und Simon und Frank Ådahl.

## Bandgeschichte
Als Gewinner des Melodifestivalen 1990 durften sie beim Eurovision Song Contest 1990 in Zagreb teilnehmen. Mit dem Schlager Som en Wind (dt.: Wie ein Wind) erreichten sie Platz 16. Im nächsten Jahr erreichte die Gruppe den zweiten Platz beim Melodifestivalen.
Die Gruppe veröffentlichte LPs in schwedischer und englischer Sprache.

## Diskografie
Alben
- Edin-Ådahl, 1980
- Alibi, 1982
- Maktfaktor, 1983
- Tecken, 1986
- Big Talk, 1989
- Into My Soul, 1990
- Reser Till Kärlek, 1991
- Kosmonaut Gagarins Rapport, 1992
- Minnen: 1980—1992, 1994